# 지니 카타모
지니 치프리아 카타모 (Geny Cipriano Catamo, 2001년 1월 26일 ~ )는 모잠비크의 축구 선수이며, 스포르팅 CP에서 윙어 또는 윙백으로 뛰고 있다.